# Dodge (Nebraska)

Położenie wsi Dodge w stanie Nebraska i hrabstwie Dodge

Dodge to wieś w stanie Nebraska w hrabstwie Dodge w Stanach Zjednoczonych.
- Powierzchnia: 1,0 km²
- Ludność: 700 (2000)